# Prosopantrum congolense
Prosopantrum congolense är en tvåvingeart som beskrevs av Papp 1999. Prosopantrum congolense ingår i släktet Prosopantrum och familjen myllflugor. Inga underarter finns listade i Catalogue of Life.